# Yoduro de manganeso (II)
El yoduro de manganeso (II) es un compuesto químico formado por manganeso y yoduro con la fórmula MnI2(H2O)n. El tetrahidrato es un sólido rosa, mientras que el derivado anhidro es de color beige. Ambas formas presentan centros octaédricos de manganeso. A diferencia del MnCl2(H2O)4 y el MnBr2(H2O)4, que son cis, el MnI2(H2O)4 es trans.

## Preparación
El MnI2 anhidro se prepara a partir de los elementos: 
Mn  + I
2  →  MnI
2
El tetrahidrato se puede preparar tratando el carbonato de manganeso (II) con ácido hidroclórico. La forma anhidra puede obtenerse mediante deshidratación al vacío.

## Propiedades
Las muestras se vuelven marrones en el aire bajo la influencia de la luz como resultado de la oxidación del ion yoduro a yodo.
Tiene una estructura cristalina trigonal del tipo yoduro de cadmio (politipo 2H)  con el grupo espacial P3m1 (grupo espacial n.º 164). Se disuelve en agua y se descompone. El tetrahidrato tiene una estructura cristalina monoclínica con el grupo espacial P21/c (n.º 14).

## Aplicaciones
Se utiliza a menudo en la industria de la iluminación. 